# 46 Days
46 Days (tiếng Thái: 46วันฉันจะพังงานวิวาห์; RTGS: 46 Wan Chan Cha Phang Ngan Wiwa) là một trong mười sáu dự án phim truyền hình trong năm 2021 được GMMTV giới thiệu trong sự kiện "GMMTV 2021 The New Decade Begins" vào ngày 3 tháng 12 năm 2020, được đạo diễn bởi Ekkasit Trakulkasemsuk và sản xuất bởi GMMTV. Với sự tham gia của Pimchanok Leuwisedpaiboon (Baifern), Chanon Santinatornkul (Nonkul), Jumpol Adulkittiporn (Off) và Lapassalan Jiravechsoontornkul (Mild) được phát sóng vào năm 2021.
Bộ phim được phát sóng vào lúc 20:30 (ICT), thứ Tư và thứ Năm đồng thời trên GMM 25 và AIS Play, bắt đầu từ ngày 7 tháng 7 năm 2021. Bộ phim kết thúc vào ngày 2 tháng 9 năm 2021.

## Diễn viên
Dưới đây là dàn diễn viên của bộ phim:

### Diễn viên chính
- Pimchanok Luevisadpaibul (Baifern) vai Ying Ying
- Chanon Santinatornkul (Non) vai Korn
- Jumpol Adulkittiporn (Off) vai Pat
- Lapassalan Jiravechsoontornkul (Mild) vai Noina

### Diễn viên phụ
- Phatchatorn Thanawat (Ployphat) vai Wisa
- Jennie Panhan vai Pang
- Chatchawit Techarukpong (Victor) vai Warut
- Chinnarat Siriphongchawalit (Mike) vai Yoo
- Apichaya Saejung (Ciize) vai Sin
- Jaturong Mokjok vai Som (bố của Pang)
- Daraneenute Pasutanavin (Top) vai Paew (mẹ của Ying Ying và Pang)
- Apinun Prasertwattanakul (M) vai Anant (bố của Ying Ying)
- Benja Singkharawat (Yangyi) vai mẹ của Wisa
- Raiwin Sirisatiensakul (Him) vai Paper

## Nhạc phim
| Tên bài hát                    | Thể hiện | Ref.  |
| ------------------------------ | -------- | ----- |
| ห้ามใจ (Unstoppable) (Hahm Jai) | SIZZY    | [ 3 ] |